# Esatanas velox
Esatanas velox là một loài ruồi trong họ Asilidae. Esatanas velox được Lehr miêu tả năm 1963. Loài này phân bố ở vùng Cổ Bắc giới.